# Чаус, Вера Лукинична
Вера Лукинична Чаус (род. 1929) — советский работник сельского хозяйства, Герой Социалистического Труда.

## Биография
Родилась 4 сентября 1929 года на хуторе Борисовский Крымского района Кубанского округа Северо-Кавказского края, ныне — Краснодарского края.
Вера окончила четыре класса сельской школы, когда началась Великая Отечественная война. Находилась на оккупированной немецкими войсками Кубани, была депортирована на Украину. После окончания войны вернулась на родину и вступила в местный колхоз, позже названный «Сопка Героев». В 1949 году возглавила звено овощеводов, за которым было закреплён участок посадки помидоров в 10 гектаров. Позже участок был увеличен до 60 гектаров. Являлась бессменным руководителем звена, в котором работало 30 человек, в течение 35 лет. Вера Чаус была инициатором, убедившим экономистов и агрономов колхоза «Сопка Героев», что самый надёжный способ получения крепкой и недорогой рассады — это выращивание её в теплицах. Томаты, выращенные звеном Веры Лукиничны неоднократно демонстрировались на Выставке достижений народного хозяйства СССР. По итогам работы в 1972 году она была награждена орденом Ленина. В 1974 году её звено получило с 20 гектаров по 509 центнеров помидоров.
Указом Президиума Верховного Совета СССР от 10 февраля 1975 года за выдающиеся успехи, достигнутые во Всесоюзном социалистическом соревновании, и проявленную трудовую доблесть в досрочном выполнении заданий девятой пятилетки и принятых обязательств по увеличению производства и продажи государству продуктов земледелия и животноводства, Чаус Вере Лукиничне было присвоено звание Героя Социалистического Труда с вручением ордена Ленина и золотой медали «Серп и Молот».
В последующие годы звено В. Л. Чаус продолжало собирать высокие урожаи овощей. Будучи членом КПСС, занималась общественной деятельностью — избиралась депутатом Краснодарского краевого и Киевского сельского Советов депутатов трудящихся.
Вышла на пенсию в 1985 году. Находясь на пенсии, проживает в хуторе Плавненский Крымского района. Отмечалось 90 лет со дня её рождения.

## Заслуги
Награждена двумя орденами Ленина (1972 и 1975), орденом «Знак Почёта» (1966) и медалями, в числе которых несколько медалей ВДНХ СССР.
- Заслуженный работник сельского хозяйства Кубани (1996).
- «Почётный гражданин муниципального образования Крымский район» (2007).[1]

К сожалению, все ордена героини были похищены мошенниками, выдававшими себя за журналистов.